# النهروان (بغداد)
ناحية النهروان هي إحدى نواحي العراق التابعة إلى قضاء المدائن في محافظة بغداد في شرق العاصمة ويبلغ عدد سكانها أكثر من 150 ألف نسمة بحسب تقديرات عام 2013م .

## التأسيس
تأسست الناحية في عام 1988م معظم سكانها من العاملين في الطابوق فيوجد فيها أكثر من 300 مصنع ومعمل للطابوق ومصانع أخرى مثل الأسمنت، ودباغة الجلود، وتحولت إلى ناحية بعد الزيادة السكانية.